# Beneficium
Beneficium constituía na recompensa que chefes militares germânicos, habitualmente, concediam aos soldados sob sua responsabilidade pela bravura em campos de batalha. Em troca, o beneficiado passava a dever fidelidade ao seu senhor.
Hoje em dia este termo tomou forma conotativa única ou seja benefício é algo proveitoso ou útil, ao contrário da época em que o beneficium era mais uma forma que o senhor tinha de manipular seu servo.
No Império Romano o beneficium era uma oferta de terras ruins, embora válidas, como recompensa por serviços prestados. 
O conceito foi também usado pela Igreja Católica Romana, designado benefício eclesiástico, mas abandonado no Protestantismo (excepto na Igreja de Inglaterra).